# Cordulegaster trinacriae
Cordulegaster trinacriae är en trollsländeart som beskrevs av James Waterston 1976. Cordulegaster trinacriae ingår i släktet Cordulegaster och familjen kungstrollsländor. IUCN kategoriserar arten globalt som nära hotad. Inga underarter finns listade i Catalogue of Life.